# Белоноси саки
Белоноси саки (лат. Chiropotes albinasus) је врста примата (Primates) из породице Pitheciidae. 

## Распрострањење
Врста је присутна у Бразилу.

## Станиште
Станишта врсте су шуме и саване. 

## Угроженост
Ова врста се сматра угроженом.